# 미란다데에브로

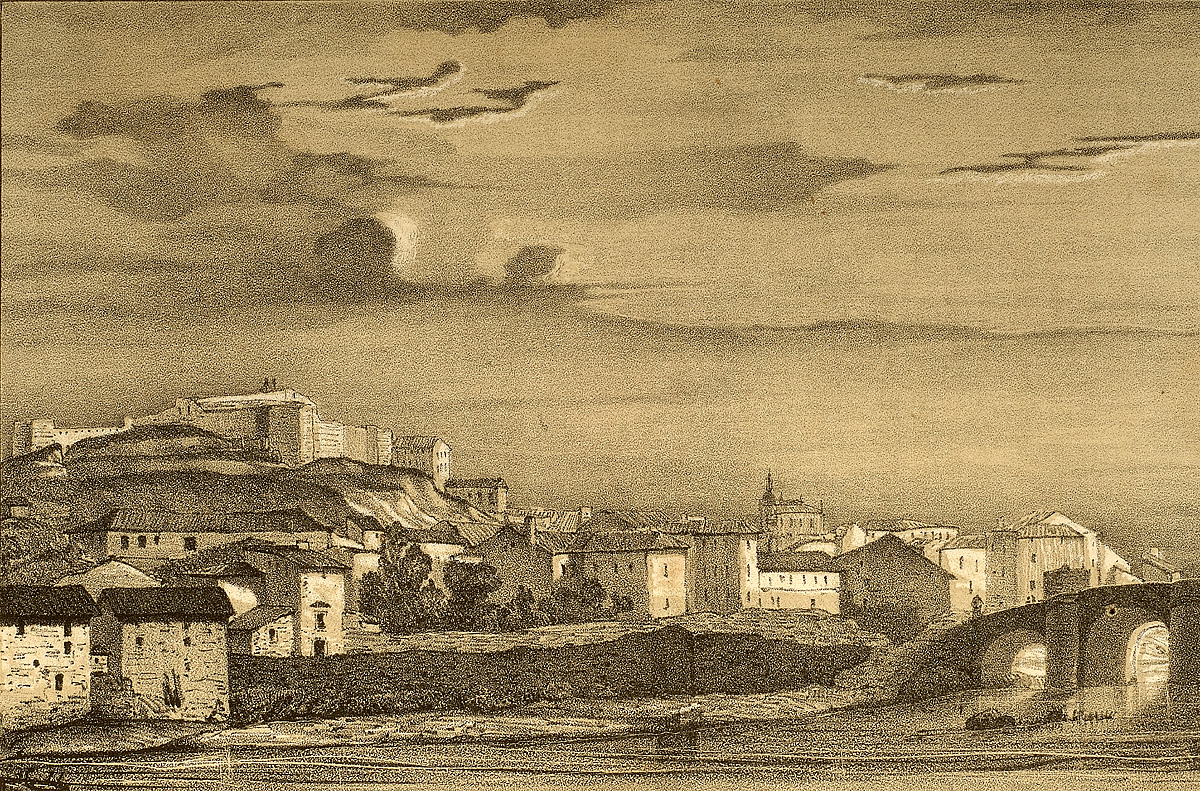
1846년 당시의 미란다데에브로

미란다데에브로(스페인어: Miranda de Ebro)는 스페인 카스티야이레온 지방의 주인 부르고스 주 북동쪽에 위치한 도시로, 에브로 강과 인접해 있다. 이 도시는 알라바 주, 라리오하 지방과 경계를 맞대고 있으며 인구는 39,589명(2008년 기준), 면적은 101.33km2이다.
미란다데에브로는 부르고스 주의 주도인 부르고스에 이어 두 번째로 인구가 많은 도시이다.

## 자매 도시
- 프랑스 비에르종